# Amaron
Amaron (viveu aproximadamente em 311 - 385 d.C) é um personagem do Livro de Mórmon, discidente Nefita da terra de Zaraenla. Foi um profeta nefita, general militar e mantenedor de registros. Desde os 15 anos de idade foi um líder militar.
Amaron é citado no livro de Terceiro Néfi, onde ele deu continuidade aos registros do povo de sua cidade após a morte de seu irmão, Amós. Amaron viveu em uma época onde o povo Lamanita e Nefita eram muito iníquos. No ano de 320 d.C, compelido pelo Espírito Santo, Amaron escondeu os registros sagrados que continham a história de cada geração, para que não fossem destruídos pelo povo. Assim termina o registro de Amaron.
Algum tempo depois, Mórmon recebeu a recomendação de Amaron e foi até a cidade de Jason, onde Amaron havia escondido os registros. Mórmon recuperou os registros sagrados e deu continuidade aos escritos. Amaron morreu após uma terrível batalha em Cumora entre Nefitas e Lamanitas, onde os Nefitas foram perseguidos e muitos foram mortos pelos Lamanitas. Amaron foi morto nesta batalha.